# Eva Lichtenberger

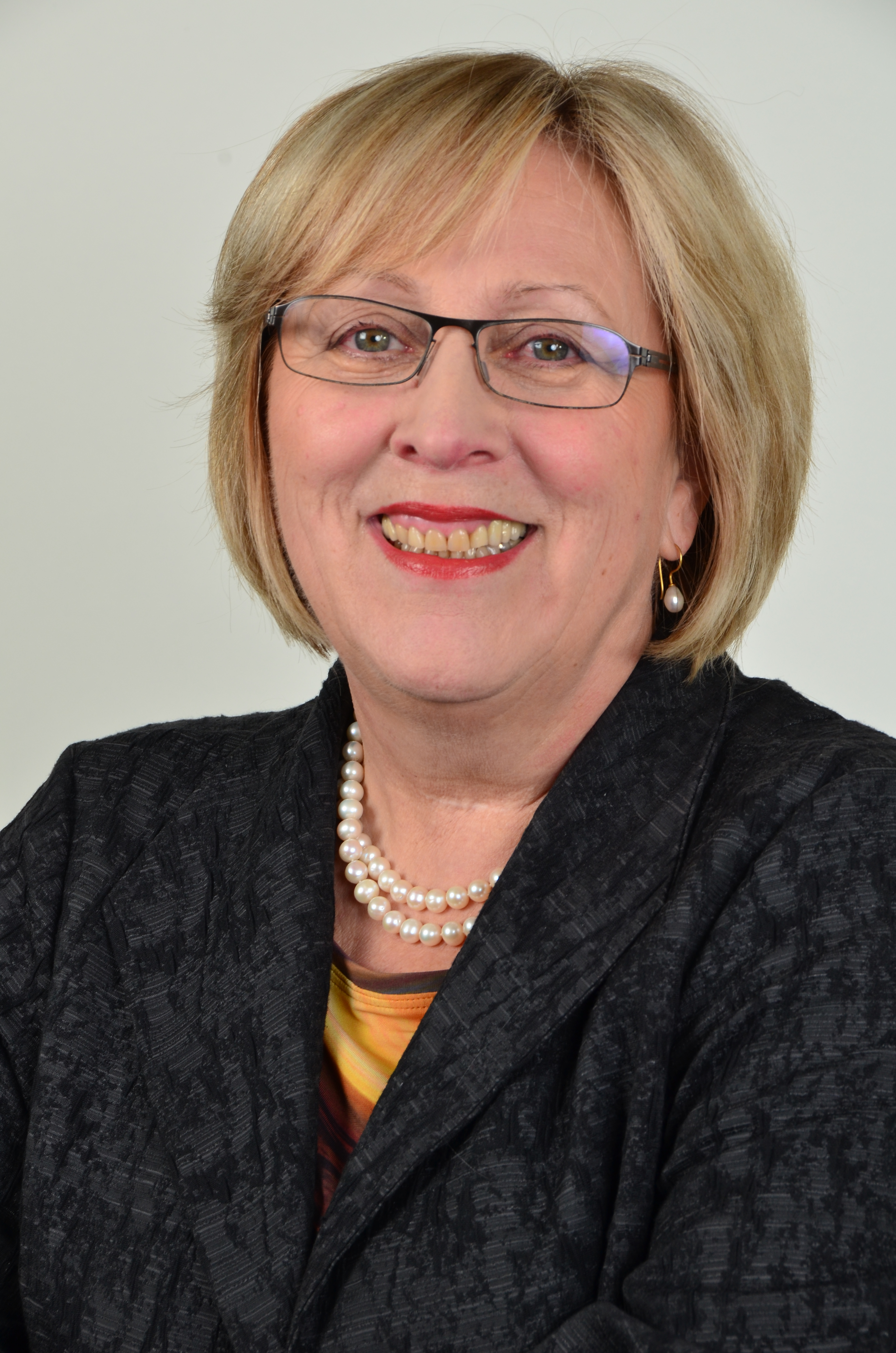
Eva Lichtenberger, 2014

Eva Lichtenberger (eigentlich Evelin Lichtenberger; * 1. Juli 1954 in Zams) ist eine österreichische Politikerin und ehemaliges Mitglied des Europäischen Parlaments. Bekannt wurde Lichtenberger als Landespolitikerin der Grünen in Tirol.

## Ausbildung
Nach der Matura an einem Gymnasium in Innsbruck studierte Eva Lichtenberger 1972–1974 an der Pädagogischen Akademie in Innsbruck und arbeitete einige Jahre lang als Volks- und Hauptschullehrerin in Tirol. 1975 begann sie berufsbegleitend mit dem Studium der Psychologie und Kunstgeschichte, ab 1979 studierte Lichtenberger zudem Politikwissenschaften an der Universität Innsbruck. Ihr Studium schloss sie 1987 mit einem Doktortitel (Dr. phil.) ab.

## Politische Laufbahn
Ab Mitte der 1980er Jahre begann Eva Lichtenberger sich in der Grünbewegung zu engagieren. Neben dem Engagement für den Frauenlehrstuhl war sie Sprecherin der Bürgerinitiative „Haller Luft“ und machte dort erste politische Erfahrungen, zudem war Lichtenberger beratendes Mitglied im Umweltausschuss der Stadt Hall in Tirol. Ab 1988 war sie Projektleiterin der grenzüberschreitenden Umweltinitiative Grün-Alternative ARGE ALP, die den Schutz des Alpenraumes zum Ziel hat.
1989 wurde Eva Lichtenberger Spitzenkandidatin der Grünen bei den Tiroler Landtagswahlen und zog als Fraktionsvorsitzende in den Landtag ein. Damit schafften die Grünen in Tirol erstmals den Einzug in den Landtag mit über 8 % der Stimmen. Die Position der Klubobfrau hatte Lichtenberger bis 1994 inne und war für ihre oppositionelle Haltung in Transitfragen bekannt.
Bei den Wahlen 1994 konnten die Grünen in Tirol ihre Stimmanteile stark steigern und bekamen einen Sitz in der Landesregierung. Eva Lichtenberger wurde als erste Grüne in Österreich Landesrätin für Umweltschutz.
1999 wechselte Lichtenberger von Tirol in den Nationalrat. Dort war sie von 1999 bis 2004 Mitglied des Verkehrsausschusses, des Ausschusses für Landesverteidigung und des Hauptausschusses (zuständig für Europaangelegenheiten) und Sprecherin der Grünen für Verkehr und Tourismus. Von 2002 bis 2004 nahm sie als stellvertretendes Mitglied des österreichischen Nationalrates am Europäischen Konvent teil, der mit der Ausarbeitung des EU-Verfassungsvertrages betraut war, dem Vorläufer des Vertrages von Lissabon. Von 2003 bis 2005 nahm sie am Österreich-Konvent teil, in dem über eine grundlegende Verwaltungs- und Verfassungsreform debattiert wurde.

### Europaparlament
2004 wurde Eva Lichtenberger in das Europäische Parlament gewählt. Lichtenberger war Mitglied des Ausschusses für Verkehr und Fremdenverkehr (TRAN), in welchem sie verschiedenste Mobilitätsfragen, Straßengütertransit, Flugverkehr, die Frage der Postliberalisierung, bis hin zu Flussschifffahrt, Lärmschutzbestimmungen und diverse weitere wichtige verkehrs- beziehungsweise infrastrukturpolitische Fragen behandelt. Ihre Schwerpunkte lagen im Bereich des Umwelt- und Anrainerschutzes sowie der sozialen Verträglichkeit.
Als stellvertretendes Mitglied des Rechtsausschusses (JURI) befasste sie sich mit den unterschiedlichsten Themengebieten. Zwar lagen ihre Schwerpunkte auf Datenschutz- beziehungsweise Urheberrechtsfragen, doch sind die Themengebiete des JURI sehr breit gefächert. Es geht um Erb- und Scheidungsrecht, Anwendung des EU-Rechts, der Regulierung des Finanzmarktes, Gesellschafts- und Unternehmensrecht. Beim Erb- und Scheidungsrecht lag ihr Fokus auf dem Schutz von Frauenrechten und gleichgeschlechtlichen Partnerschaften.
Sowohl im JURI als auch im TRAN war sie Sprecherin der Grünen/EFA Fraktion für die Legislaturperiode 2009–2014.
Weiters war sie Vollmitglied der Delegation für die Beziehungen zur Volksrepublik China, in welcher sie umwelt- und wirtschaftspolitische sowie menschen- und frauenrechtliche Themen thematisiert. In ihrer Rolle als Vizepräsidentin der Tibet-Intergroup (einer interfraktionellen Arbeitsgruppe) beschäftigte sie sich mit der Tibetfrage. In ihrer Rolle als Stellvertreterin in der Delegation für die Beziehungen zu den USA, welche sie seit 2009 innehatte, befasste sie sich vor allem mit den Themen Klimaschutz, Internetfreiheit und Datenschutz. Weiters war sie in dieser Delegation in den Arbeitsgruppen zu Datenschutz- und Verkehrsfragen. Das umstrittene SWIFT-Abkommen sowie das PNR-Abkommen waren auf Seiten des Datenschutzes die wichtigsten Themengebiete. Im Bereich des Klimaschutzes ging es vorrangig darum den Dialog über ein neues, globales Klimaabkommen mit den USA zu führen. Das beherrschende klimapolitische Thema war die Opposition der USA gegen die Ausdehnung des Emissionshandels auf den Flugverkehr.
In ihrer ersten Legislaturperiode (2004–2009) war sie Berichterstatterin für das Grünbuch Europäische Verkehrsnetze der EU-Kommission sowie stellvertretendes Mitglied im gemischten Parlamentarischen Ausschuss EU-Mexiko sowie der Parlamentarischen Versammlung Europa-Lateinamerika und setzte sich dort aktiv für Frauen- und Menschenrechte ein. Bei der hoch umstrittenen Patentierung von Software spielte Lichtenberger eine tragende Rolle im Widerstand gegen den sehr weitgehenden Kommissionsvorschlag. Die Ablehnung dieser Richtlinie war ein großer Erfolg vor allem für Open Source und viele kleine und mittlere Unternehmen, welche sonst juristischen Attacken von Großunternehmen ausgesetzt worden wären.
Ein besonderes Anliegen ist ihr der Tierschutz. Im Zuge ihrer Arbeit im Verkehrsausschuss setzte sie sich massiv für eine Verkürzung der Tiertransportzeiten und der Transportbedingungen ein. Sie unterstützte Kampagnen (8 hours, Verbot von Käfighaltung bei Legehennen) und Petitionen, nahm an diversen Konferenzen und Aktionen teil, um dadurch ein Zeichen für den Tierschutz zu setzen und öffentliches Interesse/Bewusstsein zu generieren.
Ende 2006 wurde Eva Lichtenberger als stellvertretende Fraktionsvorsitzende mit überwältigender Mehrheit in den Vorstand der Grünen/EFA gewählt, in welchem sie bis 2011 tätig war. Seit 2008 war sie Mitglied des Beirats von EuroparlTV, dem Internet-Fernsehkanal des Europäischen Parlaments. Dieser Dienst bietet Live-Übertragungen aus den Parlaments- und Ausschusssitzungen, Nachrichten- und Diskussionssendungen und Lehrvideos mit Untertitel in alle 24 Amtssprachen der EU.
Bei der Europawahl in Österreich 2009 erreichte sie erneut ein Mandat, bei der Europawahl in Österreich 2014 kandidierte sie nicht mehr. Ihr Nachfolger im Europaparlament wurde Michel Reimon.

## Auszeichnungen
- 2002: Großes Goldenes Ehrenzeichen für Verdienste um die Republik Österreich[2]
- 2015: Ehrenzeichen des Landes Tirol